# Cour des Olivettes
La cour des Olivettes (appelée également « place des Palmiers ») est une place publique de Nantes, en France.

## Situation et accès
Située dans le centre-ville de Nantes, la cour des Olivettes se trouve à l'angle nord-est des rues des Olivettes et Émile-Péhant. C'est une esplanade pavée, piétonne et arborée de neuf palmiers en son centre.

## Historique
L'espace était autrefois occupé la chapelle Saint-Joseph, aménagée dès les années 1960 dans les anciens ateliers de l'entreprise Fillaud (tonnellerie). Ce lieu de culte était encore présent sur les lieux au début des années 1990 avant d'être démoli (la nouvelle chapelle se trouve désormais dans l'ancien oratoire des frères de l'école Sainte-Croix, situé un peu plus haut au no 2 rue des Olivettes).
Son nom lui est attribué par délibération du conseil municipal des 2 et 3 octobre 1995.
Depuis 2011, le bâtiment qui l'a remplacé abrite les locaux du « Pont Supérieur », l’un des quinze établissements d’enseignement supérieur du spectacle vivant en France, le seul à avoir une dimension interrégional. À la rentrée 2015, celui-ci doit déménager sur l'île de Nantes dans de nouveau locaux se trouvant à la jonction du nouveaux lycée Nelson-Mandela et du conservatoire à rayonnement régional.
Maintenant ce lui héberge un escape game (salle de jeux d’immersion). Le but, résoudre une énigme en 1h.